# Alegeri pentru Parlamentul European, 2024
Alegerile pentru Parlamentul European din 2024 sunt programate să aibă loc între 6 și 9 iunie 2024. Acestea vor fi cea de-a zecea ediție a alegerilor parlamentare de la primele alegeri directe din 1979, și primele alegeri europarlamentare de după Brexit.

## Context
Alegerile din acest mandat sunt de așteptat să fie una dintre cele mai controversate alegeri din istoria Parlamentului European, având în vedere ascensiunea partidelor de extremă dreapta în sondaje. PPE a stârnit criticile unor comentatori, având în vedere eforturile sale de a coopta partidele din CRE pentru a crea un bloc conservator larg care ar putea perturba echilibrul de lungă durată care a văzut PPE împărțind puterea cu S&D de centru-stânga și cu grupul Renew Europe de centru. Cu toate acestea, PPE în deceniul precedent a preluat și unele poziții foarte centriste, chiar progresiste, iar această schimbare semnifică o revenire la rădăcinile conservatoare moderate.

## Sistem electoral

### Încercări de reformă electorală
În iunie 2018, Consiliul a convenit să schimbe legea electorală europeană și să reformeze vechile legi din Legea Electorală din 1976 amendată în 2002. Noile perevederi ar include un prag electoral obligatoriu de 2% pentru țările cu mai mult de 35 de locuri și reguli care să prevină ca alegătorii să voteze în mai multe țări. După ce legea a fost adoptată de Consiliu, în urma aprobării date de Parlamentul European în iulie 2018, nu toate statele membre au ratificat legea înainte de alegerile din 2019, care s-au desfășurat sub vechile legi. Până în 2023, reforma încă trebuie adoptată de Cipru și Spania; Germania a ratificat abia în vara lui 2023.
Pe 3 mai 2022, Parlamentul European a votat propunerea unei noi legi electorale, care ar conține prevederi pentru alegerea a 28 de eurodeputați pe listele transnaționale. Până în 2023, această reformă nu a fost încă aprobată de Consiliu, care trebuie să treacă prin unanimitate.

### Repartizare
Ca urmare a Brexitului, 27 de locuri de la delegația britanică au fost distribuite către alte țări în ianuarie 2020 (aceștia au fost aleși în 2019, dar nu au luat locurile imediat). Alte 46 de locuri au fost desființate iar numărul total de eurodeputați a scăzut de la 751 la 705.
Un raport în Parlamentul European propus în februarie 2023 și adoptat în iunie 2023 pentru a modifica repartizarea în Parlamentul European și a crește din nou numărul de deputați europeni, pentru a se adapta la dezvoltarea populației și a păstra proporționalitatea degresivă. Consiliul European va lua, în unanimitate, decizia finală cu privire la mărimea Parlamentului European și a fiecărei cote naționale de locuri. Pe 26 iulie 2023, Consiliul a ajuns la un acord preliminar, care ar crește dimensiunea Parlamentului European la 720 de locuri. Pe 13 septembrie 2023, Parlamentul European a aprobat această decizie, care a fost adoptată de Consiliul European pe 22 septembrie 2023.

## Candidați lideri

### Sistemul spitzenkandidat
În perioada premergătoare alegerilor pentru Parlamentul European din 2014, a fost dezvăluit un nou sistem informal de selecție a președintelui Comisiei Europene, care prevede că, oricare dintre grupurile de partid care obțin cele mai multe locuri, va avea candidatul principal să devină președinte al Comisiei. În 2014, candidatul celui mai mare grup, Jean-Claude Juncker, a fost în cele din urmă desemnat și ales președinte al Comisiei. Liderii partidelor europene și-au propus să reintroducă sistemul în 2019, ei selectând candidații fruntași și organizând o dezbatere televizată între acești candidați. După alegeri, ministrul german al Apărării, Ursula von der Leyen, a fost ales președinte al Comisiei, deși nu fusese candidat înainte de alegeri, în timp ce Manfred Weber, candidatul principal pentru PPE, care câștigase cele mai multe locuri, nu a fost nominalizat. În urma neaplicarii sistemului în 2019, unii au cerut ca sistemul să fie repus pe agendă, la viitoarele alegeri.
PPE, PES, PVE, și PSE și-au anunțat intențiile de-a nominaliza un principal candidat pentru 2024, în timp ce CRE și ID au respins să o facă.

### Partidul Socialiștilor Europeni
Partidul Socialiștilor Europeni de centru-stânga va ține un congres la Roma pentru alegerea unui candidat pe 2 martie. Candidații au avut nevoie de sprijinul a nouă partide sau organizații membre cu drepturi depline ale PES, nominalizările fiind încheiate pe 17 ianuarie.
Pe 18 ianuarie, PSE a anunțat că comisarul european luxemburghez pentru locuri de muncă și drepturi sociale, Nicolas Schmit, a fost singurul candidat care îndeplinește cerințele de nominalizare. Numirea sa va fi, așadar, ratificată la Congresul Electoral din 2 martie, făcându-l candidatul oficial al PES la Președinția Comisiei Europene.

### Alianța Liberalilor și Democraților
În cadrul congresului extraordinar din 20-21 martie 2024 de la Bruxelles, partidul ALDE își va alege candidatul la președinție și își va adopta programul electoral.

### Partidul Verde European
În timpul congresului din 2-4 februarie 2024 de la Lyon, Partidul Verde European își va alege cei doi candidați la președinție.
- Candidați: Bas Eickhout, Elīna Pinto, Terry Reintke, Benedetta Scuderi

### Alianța Liberă Europeană
În octombrie 2023, congresul Alianței Libere Europene i-a ales pe Maylis Roßberg și Raül Romeva drept candidați la președinție și și-a adoptat programul electoral.

### Volt Europa
Pe 27 noiembrie, Volt Europa și-a adoptat programul electoral european în cadrul Adunării Generale de la Paris. Încă nu este clar când partidul își va alege candidații de top.

## Sistemul electoral pe țară
| Stat membru    | Locuri | Dată          | Vârstă de vot | Vot obligatoriu | Vot de abținere                 | Vârsta pentru candidatură | Circumscripții | Prag electoral | Sistem electoral      | Selecția candidatului |
| -------------- | ------ | ------------- | ------------- | --------------- | ------------------------------- | ------------------------- | -------------- | -------------- | --------------------- | --------------------- |
| Austria        | 20(+1) | 9 iunie       | 16            | Nu              | Prin corespondență              | 18                        | 01             | 4%             | D'Hondt               | Listă semi-deschisă   |
| Belgia         | 22(+1) | 9 iunie       | 16            | Da              | Prin corespondență sau indirect | 21                        | 03             | 5%             | D'Hondt               | Listă semi-deschisă   |
| Bulgaria       | 17     | Va fi anunțat | 18            | Nu              | —                               | 21                        | 01             | ~5.9%          | Metoda restului major | Listă semi-deschisă   |
| Croația        | 12     | 9 iunie       | 18            | Nu              | —                               | 18                        | 01             | 5%             | D'Hondt               | Listă semi-deschisă   |
| Cipru          | 06     | 9 iunie       | 18            | Da              | —                               | 21                        | 01             | 1.8%           | Metoda restului major | Listă deschisă        |
| Republica Cehă | 21     | 7–8 iunie     | 18            | Nu              | —                               | 21                        | 01             | 5%             | D'Hondt               | Listă semi-deschisă   |
| Danemarca      | 15(+1) | 9 iunie       | 18            | Nu              | Prin corespondență              | 18                        | 01             | —              | D'Hondt               | Listă deschisă        |
| Estonia        | 07     | 9 iunie       | 18            | Nu              | Prin corespondență sau online   | 21                        | 01             | —              | D'Hondt               | Listă deschisă        |
| Finlanda       | 15(+1) | 9 iunie       | 18            | Nu              | Prin corespondență              | 18                        | 01             | —              | D'Hondt               | Listă deschisă        |
| Franța         | 81(+2) | 9 iunie       | 18            | Nu              | Prin corespondență              | 18                        | 01             | 5%             | D'Hondt               | Listă închisă         |
| Germania       | 96     | 9 iunie       | 16            | Nu              | Prin corespondență              | 18                        | 1              | —              | Sainte-Laguë          | Listă închisă         |
| Grecia         | 21     | 9 iunie       | 17            | Da              | —                               | 25                        | 01             | 3%             | Metoda restului major | Listă deschisă        |
| Ungaria        | 21     | 9 iunie       | 18            | Nu              | Prin corespondență              | 18                        | 01             | 5%             | D'Hondt               | Listă închisă         |
| Irlanda        | 14(+1) | Va fi anunțat | 18            | Nu              | —                               | 21                        | 03             | N/A            | Vot unic transferabil | Vot unic transferabil |
| Italia         | 76     | 9 iunie       | 18            | Nu              | —                               | 25                        | 05             | 4%             | Metoda restului major | Listă deschisă        |
| Letonia        | 09(+1) | 8 iunie       | 18            | Nu              | Prin corespondență              | 21                        | 01             | 5%             | Sainte-Laguë          | Listă deschisă        |
| Lituania       | 11     | 9 iunie       | 18            | Nu              | Prin corespondență              | 21                        | 01             | 5%             | Metoda restului major | Listă deschisă        |
| Polonia        | 53(+1) | 9 iunie       | 18            | Nu              | —                               | 21                        | 13             | 5%             | D'Hondt               | Listă deschisă        |
| Luxemburg      | 06     | 9 iunie       | 18            | Da              | Prin corespondență              | 18                        | 01             | —              | D'Hondt               | Panachage             |
| Malta          | 06     | 8 iunie       | 16            | Nu              | —                               | 18                        | 01             | N/A            | Vot unic transferabil | Vot unic transferabil |
| Portugalia     | 21     | Va fi anunțat | 18            | Nu              | —                               | 18                        | 01             | —              | D'Hondt               | Listă închisă         |
| România        | 33     | 9 iunie       | 18            | Nu              | —                               | 23                        | 01             | 5%             | D'Hondt               | Listă închisă         |
| Slovacia       | 15(+1) | 8 iunie       | 18            | Nu              | —                               | 21                        | 01             | 5%             | Metoda restului major | Listă semi-deschisă   |
| Slovenia       | 09(+1) | 9 iunie       | 18            | Nu              | Prin corespondență              | 18                        | 01             | —              | D'Hondt               | Listă semi-deschisă   |
| Spania         | 61(+2) | 9 iunie       | 18            | Nu              | Prin corespondență              | 18                        | 01             | —              | D'Hondt               | Listă închisă         |
| Țările de Jos  | 31(+2) | 6 iunie       | 18            | Nu              | Prin corespondență sau indirect | 18                        | 01             | ~3.2%          | D'Hondt               | Listă semi-deschisă   |
| Suedia         | 21     | 9 iunie       | 18            | Nu              | Prin corespondență              | 18                        | 01             | 4%             | Modified Sainte-Laguë | Listă semi-deschisă   |

## Campanie

### Viitorul Ursulei von der Leyen
Alegerile viitoare înseamnă că viitorul Comisiei Von der Leyen este incert. Dacă sistemul spitzenkandidat va fi folosit în 2024, Ursula von der Leyen, actualul președinte al Comisiei Europene, s-ar putea confrunta cu o luptă dificilă pentru a ajunge la un al doilea mandat. Deși cancelarul Germaniei Olaf Scholz a sugerat că o va susține pe von der Leyen dacă ea ar alege să candideze din nou pentru această funcție, guvernul său de coaliție a fost de acord să susțină sistemul spitzenkandidat. Acest lucru reprezintă o provocare pentru candidatura lui von der Leyen, deoarece aceasta dă loc lui Manfred Weber, liderul Partidului Popular European în Parlamentul European, și membru al partidului german CDU/CSU, să propună candidați alternativi, cum ar fi președintele Parlamentului European, Roberta Metsola. O altă opțiune a fost ca von der Leyen să candideze la alegerile pentru Parlament pentru a-și asigura sprijinul partidului său. Dar acest lucru a fost exclus în septembrie 2023. Ea a fost susținută pentru un al doilea mandat de liderul Uniunii Creștin Democrate Friedrich Merz. Din ianuarie 2024, von der Leyen încă nu a anunțat dacă își propune pentru un al doilea mandat ca președinte al Comisiei. S-a raportat că ea va lua o decizie finală până pe 19 februarie.

### Viitorul lui Charles Michel
În ianuarie 2024, Charles Michel a anunțat că va demisiona din funcția de președinte al Consiliului European pentru a candida la Parlamentul European. Aceasta înseamnă că liderii Uniunii Europene ar putea discuta despre succesorul său în vară. Dacă ar fi fost ales în Parlamentul European, ar fi trebuit oricum să demisioneze din cauza mandatului dublu. Mandatul său urma să expire în noiembrie 2024. Pentru această decizie neprevăzută, Michel a fost criticat de oficialii și diplomații UE. El a fost chiar criticat de aliatul său politic Sophie in 't Veld, care i-a pus la îndoială „credibilitatea”. Momentul său ar fi fost stabilit pentru a-l împiedica pe premierul ungar Viktor Orban, a cărui țară ar fi programată să preia președinția rotativă a Consiliului European pe 1 iulie.

## Controverse

### Conflictul cu ziua națională a Portugaliei
Datele alese pentru alegeri sunt în conflict cu un weekend prelungit în Portugalia, unde Ziua Portugaliei, o sărbătoare națională, este sărbătorită pe 10 iunie, ceea ce se așteaptă să reducă prezența la vot. În ciuda încercării liderilor portughezi de a găsi un compromis, nu a fost făcută nicio modificare a datei implicite de 6-9 iunie, care a necesitat modificarea unanimității.

### Qatargate
Scandalul de corupție în curs de desfășurare din Qatargate, care a început în decembrie 2022, a destabilizat Parlamentul European în urma arestării mai multor europarlamentari, inclusiv Marc Tarabella; Andrea Cozzolino și Eva Kaili, care a fost deposedată de vicepreședinția ei. Alți suspecți în caz includ Francesco Giorgi, asistentul parlamentar al europarlamentarului Andrea Cozzolino, Pier Antonio Panzeri, fondatorul ONG-ului Fight Impunity; Niccolo Figa-Talamanca, șeful ONG-ului Fără pace fără justiție; și Luca Visentini, șeful Confederației Sindicale Internaționale.

### Ungaria
Majoritatea deputaților din Parlamentul European au votat pentru o rezoluție neobligatorie, care cere ca Comisia Europeană să considere că Ungaria să fie lipsită de drepturile sale de vot în UE. Parlamentul European vede Ungaria ca un „regim hibrid de autocrație electorală” din 2022 și consideră Ungaria, conform articolului 7.1 din Tratatul privind Uniunea Europeană, în riscul clar de încălcare gravă a Tratatului privind Uniunea Europeană.

## Rezultate

### Pe țară

Cel mai mare grup și distribuție de locuri în fiecare țară.

Rezultatele sunt publicate în tabelul de mai jos atât la nivel de stat, cât și numărul total de locuri al grupurilor europene.
| Stat          | Grupuri politice                                    | Grupuri politice | Grupuri politice  | Grupuri politice | Grupuri politice      | Grupuri politice | Grupuri politice   | Grupuri politice | Grupuri politice | Grupuri politice | Grupuri politice                                               | Grupuri politice | Grupuri politice                            | Grupuri politice | Grupuri politice                    | Grupuri politice | Eurodeputați |  |    |
| Stat          | PPE                                                 | PPE              | S&D               | S&D              | Renew                 | Renew            | ECR                | ECR              | ID               | ID               | V/ALE                                                          | V/ALE            | Stânga                                      | Stânga           | NI și alții                         | NI și alții      | Eurodeputați |  |    |
| ------------- | --------------------------------------------------- | ---------------- | ----------------- | ---------------- | --------------------- | ---------------- | ------------------ | ---------------- | ---------------- | ---------------- | -------------------------------------------------------------- | ---------------- | ------------------------------------------- | ---------------- | ----------------------------------- | ---------------- | ------------ |  | -- |
| Stat          | Austria                                             | 5 (ÖVP)          | -2                | 5 (SPÖ)          | ±0                    | 2 (NEOS)         | +1                 |                  |                  | 6 (FPÖ)          | +3                                                             | 2 (Verzii)       | −1                                          |                  |                                     |                  | Eurodeputați |  | 20 |
| Belgia        | 2 (CD&V) 1 (LE) 1 (CSP)                             | ±0               | 2 (SP.A) 2 (PS)   | +1 ±0            | 3 (MR) 1 (Open VLD)   | +1 −1            | 3 (N-VA)           | ±0               | 3 (VB)           | ±0               | 1 (Groen) 1 (ECOLO)                                            | ±0 -1            | 2 (PTB)                                     | +1               |                                     |                  | 22           |  |    |
| Bulgaria      | 4 (GERB–SDS: GERB) 1 (GERB–SDS: SDS) 1 (PP-DB: DSB) | -1 ±0            | 2 (BSP)           | -3               | 3 (DPS) 2 (PP-DB: PP) | ±0 +2            |                    |                  |                  |                  |                                                                |                  |                                             |                  | 3 (Revival) 1 (ITN)                 | +3 +1            | 17           |  |    |
| Croația       | 6 (HDZ)                                             | +2               | 4 (SDP)           | ±0               |                       |                  | 1 (DP)             | +1               |                  |                  | 1 (Možemo!)                                                    | +1               |                                             |                  |                                     |                  | 12           |  |    |
| Cipru         | 2 (DISY)                                            | ±0               | 1 (DIKO)          | ±0               |                       |                  | 1 (ELAM)           | +1               |                  |                  |                                                                |                  | 1 (AKEL)                                    | -1               | 1 (Fidias)                          | +1               | 6            |  |    |
| Cehia         | 2 (SPOLU: TOP 09) 1 (SPOLU: KDU–ČSL) 2 (STAN)       | ±0 -1 +1         |                   |                  | 7 (ANO)               | +1               | 3 (SPOLU: ODS)     | -1               | 1 (SPD)          | -1               | 1 (Piráti)                                                     | -2               | 1 (Stačilo!: KSČM)                          | ±0               | 2 (Přísaha) 1 (Stačilo!: SD-SN)     | +2 +1            | 21           |  |    |
| Danemarca     | 1 (C) 1 (I)                                         | ±0 +1            | 3 (A)             | ±0               | 2 (V) 1 (B) 1 (M)     | -2 -1 +1         |                    |                  | 1 (O)            | ±0               | 3 (F)                                                          | +1               | 1 (Ø)                                       | ±0               | 1 (Æ)                               | +1               | 15           |  |    |
| Estonia       | 2 (Isamaa)                                          | +1               | 2 (SDE)           | ±0               | 1 (RE) 1 (KE)         | -1 ±0            |                    |                  | 1 (EKRE)         | ±0               |                                                                |                  |                                             |                  |                                     |                  | 7            |  |    |
| Finlanda      | 4 (Kok.)                                            | +1               | 2 (SDP)           | ±0               | 2 (Kesk.) 1 (SFP)     | ±0               | 1 (PS)             | -1               |                  |                  | 2 (VIHR)                                                       | -1               | 3 (Vas.)                                    | +2               |                                     |                  | 15           |  |    |
| Franța        | 6 (LR)                                              | −2               | 13 (PS-PP)        | +7               | 13 (Ensemble)         | -10              | 5 (R!)             | +5               | 30 (RN)          | +7               | 5 (LE)                                                         | -8               | 9 (FI)                                      | +3               |                                     |                  | 81           |  |    |
| Germania      | 23 (CDU) 6 (CSU) 1 (FAMILIE)                        | ±0               | 14 (SPD)          | −2               | 5 (FDP) 3 (FW)        | ±0 +1            |                    |                  |                  |                  | 12 (B90/Grüne) 3 (Volt) 1 (ÖDP)                                | -9 +2 ±0         | 3 (Linke) 1 (Tierschutz)                    | −2 ±0            | 15 (AfD) 6 (BSW) 2 (PARTEI) 1 (PdF) | +4 +6 ±0 +1      | 96           |  |    |
| Grecia        | 7 (ND)                                              | -1               | 3 (PASOK-KINAL)   | +1               |                       |                  | 2 (EL)             | +1               |                  |                  |                                                                |                  | 4 (Syriza)                                  | -2               | 2 (KKE) 1 (NIKI) 1 (PE) 1 (FL)      | ±0 +1            | 21           |  |    |
| Ungaria       | 7 (TISZA) 1 (Fidesz–KDNP: KDNP)                     | +7 ±0            | 2 (DK-MSZP-P: DK) | −3               |                       |                  |                    |                  |                  |                  |                                                                |                  |                                             |                  | 10 (Fidesz–KDNP: Fidesz) 1 (MHM)    | −2 +1            | 21           |  |    |
| Irlanda       | 4 (FG)                                              | -1               | 1 (Lab)           | +1               | 4 (FF)                | +2               |                    |                  |                  |                  |                                                                |                  | 2 (SF) 1 (Flanagan)                         | +1 ±0            | 1 (McNamara) 1 (II)                 | +1 +1            | 14           |  |    |
| Italia        | 8 (FI) 1 (SVP)                                      | −7 ±0            | 21 (PD)           | +2               |                       |                  | 24 (FdI)           | +18              | 8 (Lega)         | -21              | 3 (AVS: EV)                                                    | +3               | 2 (AVS: SI)                                 | +2               | 8 (M5S) 1 (AVS: SI)                 | −6 +1            | 76           |  |    |
| Letonia       | 2 (JV)                                              | ±0               | 1 (Saskaņa)       | -1               | 1 (LA)                | ±0               | 2 (NA) 1 (AS)      | ±0 +1            |                  |                  | 1 (P)                                                          | +1               |                                             |                  | 1 (LPV)                             | +1               | 9            |  |    |
| Lituania      | 3 (TS–LKD)                                          | ±0 +1            | 2 (LSDP)          | ±0               | 1 (LP) 1 (LS)         | +1 ±0            | 1 (LVŽS) 1 (LLRA)  | -1 ±0            |                  |                  | 1 (DSVL)                                                       | +1               |                                             |                  | 1 (LCP)                             | +1               | 11           |  |    |
| Luxemburg     | 2 (CSV)                                             | ±0               | 1 (LSAP)          | ±0               | 1 (DP)                | -1               | 1 (ADR)            | +1               |                  |                  | 1 (Gréng)                                                      | ±0               |                                             |                  |                                     |                  | 6            |  |    |
| Malta         | 3 (PN)                                              | +1               | 3 (PL)            | -1               |                       |                  |                    |                  |                  |                  |                                                                |                  |                                             |                  |                                     |                  | 6            |  |    |
| Țările de Jos | 3 (CDA) 2 (BBB) 1 (NSC)                             | −1 +2 +1         | 4 (GL–PvdA: PvdA) | -2               | 4 (VVD) 3 (D66)       | ±0 +1            | 1 (SGP)            | 0                | 6 (PVV)          | +6               | 4 (GL–PvdA: GL) 2 (Volt)                                       | +1 +2            | 1 (PvdD)                                    | ±0               |                                     |                  | 31           |  |    |
| Polonia       | 21 (KO) 2 (TD: PSL)                                 | +7 -1            | 3 (L: NL)         | -5               | 1 (TD: PL2050)        | +1               | 20 (PiS-SP)        | -7               |                  |                  |                                                                |                  |                                             |                  | 6 (Confederation)                   | +6               | 53           |  |    |
| Portugalia    | 6 (AD: PSD) 1 (AD: CDS–PP)                          | ±0               | 8 (PS)            | -1               | 2 (IL)                | +2               |                    |                  | 2 (CH)           | +2               |                                                                |                  | 1 (BE) 1 (CDU: PCP)                         | −1 -1            |                                     |                  | 21           |  |    |
| România       | 8 (CNR: PNL) 2 (UDMR) 1 (ADU: PMP)                  | −2 ±0            | 11 (CNR: PSD)     | +2               | 2 (ADU: USR)          | -6               | 1 (AUR–PNCR: PNCR) | +1               |                  |                  | 1 (Ștefănuță)                                                  | +1               |                                             |                  | 5 (AUR–PNCR: AUR) 2 (SOS)           | +5 +2            | 33           |  |    |
| Slovacia      | 1 (KDH)                                             | −1               |                   |                  | 6 (PS)                | +4               |                    |                  |                  |                  |                                                                |                  |                                             |                  | 5 (Smer) 2 (Republica) 1 (Hlas)     | +2 +1            | 15           |  |    |
| Slovenia      | 4 (SDS) 1 (NSi)                                     | +2 ±0            | 1 (SD)            | -1               | 2 (Svoboda)           | ±0               |                    |                  |                  |                  | 1 (Vesna)                                                      | +1               |                                             |                  |                                     |                  | 9            |  |    |
| Spania        | 22 (PP)                                             | +9               | 20 (PSOE)         | -1               | 1 (CEUS: EAJ/PNV)     | ±0               | 6 (Vox)            | +2               |                  |                  | 1 (AR: ERC) 1 (AR: BNG) 1 (Sumar: Comuns) 1 (Sumar: Compromís) | -1 +1 ±0 +1      | 2 (Podemos) 1 (AR: EH Bildu) 1 (Sumar: SMR) | −1 ±0 +1         | 3 (SALF) 1 (Junts)                  | +3 –2            | 61           |  |    |
| Suedia        | 4 (M) 1 (KD)                                        | ±0 -1            | 5 (S)             | ±0               | 2 (C) 1 (L)           | ±0               | 3 (SD)             | ±0               |                  |                  | 3 (MP)                                                         | ±0               | 2 (V)                                       | ±1               |                                     |                  | 21           |  |    |
| Total         |                                                     |                  |                   |                  |                       |                  |                    |                  |                  |                  |                                                                |                  |                                             |                  |                                     |                  | Eurodeputați |  |    |
| Total         | PPE                                                 | PPE              | S&D               | S&D              | Renew                 | Renew            | ECR                | ECR              | ID               | ID               | V/ALE                                                          | V/ALE            | Stânga                                      | Stânga           | NI                                  | NI               | Eurodeputați |  |    |
| Total         | 190 (26.4%)                                         | +3               | 136 (18.9%)       | −13              | 80(11.1%)             | -18              | 77 (10.7%)         | +21              | 58 (8.1%)        | -18              | 53 (7.4%)                                                      | −14              | 39 (5.4%)                                   | −1               | 87 (12.1%)                          | +55              | 720 (+15)    |  |    |